# Nicole L'Huillier
Nicole L'Huillier (Santiago, 13 de mayo de 1985) es una artista, compositora e investigadora chilena reconocida por su trabajo en arte sonoro e instalaciones multimedia.
Su obra explora la interacción entre sonido, espacio y tecnología, enfocándose en cómo estos elementos influyen en la percepción humana y las experiencias sensoriales. Ha presentado su trabajo en festivales y exposiciones internacionales, incluyendo la Bienal de Venecia, el Berliner Künstlerprogramm del DAAD en Berlín, y el Borealis Festival en Noruega.

## Biografía
L'Huillier nació en Santiago y obtuvo el título de arquitecta en la Universidad de Chile en 2010. Posteriormente, en 2017, completó su máster en Media Arts & Sciences en el MIT Media Lab del Massachusetts Institute of Technology (MIT) en Estados Unidos. En 2022, finalizó su doctorado en la misma institución, donde su investigación se centró en la intersección entre sonido, espacio y tecnología.

## Obra y temática
L'Huillier trabaja principalmente con el sonido como medio artístico, considerando el espacio y la tecnología como componentes esenciales en la creación de experiencias inmersivas. Su obra explora la relación entre personas y entornos tecnológicos, utilizando instalaciones multimedia, esculturas sonoras y experimentos con realidad virtual y aumentada para desafiar las percepciones convencionales.

## Carrera musical
Además de su trabajo en el arte sonoro y las instalaciones multimedia, Nicole L'Huillier ha desarrollado una carrera en la música. Fue miembro de la banda chilena de rock psicodélico Cóndor Jet, donde exploró atmósferas sonoras mediante el uso de sintetizadores y efectos. En 2015, junto a Juan Necochea, formó el dúo de space pop Breaking Forms. Esta colaboración surgió tras su matrimonio y mudanza de Santiago de Chile a Boston. Ambos músicos eran reconocidos en la escena indie chilena; Juan como parte de Picnic Kibun y Nicole con Cóndor Jet. Breaking Forms ha lanzado varios EP conocidos por su estilo pop ambiental e hipnótico.

## Performances destacadas
- 2018 — Nampülwangulenfe / Mapunauta, junto a Daniela Catrileo, Chile.[6]
- 2018 — Futurity Island, junto a Gediminas & Nomeda Urbonas, Canadá.[7]
- 2019 — El Poema de la Fábrica Cósmica, Chile.[8]
- 2019 — La PARACANTORA, exhibida en CERN y en los observatorios ALMA y Paranal en Chile.[9]
- 2021 — Mis orejas, presentada en la Bienal Industrial de los Urales, Rusia.[9]
- 2022 — Cuchicheos, en la Kunsthalle Baden-Baden, Alemania.[10]
- 2023 — Participación en el Borealis Festival, Noruega.[2]
- 2024 — Encuentros, Bienal de Venecia.[11]

## Reconocimientos
- 2019 — Participación en el Programa de Residencia SIMETRIA.[3]
- 2020 — Premio MIT Harold y Arlene Schnitzer en Artes Visuales.[3]
- 2022 — Residencia en Transmediale.[12]
- 2023 — Residencia La Becque.[3]
- 2024 — Artista en el Pabellón Alemán, Bienal de Venecia.[13]